# پال بارتل
پال بارتل (انگلیسی: Paul Bartel؛ ۶ اوت ۱۹۳۸ – ۱۳ مهٔ ۲۰۰۰) هنرپیشه، فیلم‌نامه‌نویس و کارگردان اهل ایالات متحده آمریکا بود. وی بین سال‌های ۱۹۶۸ تا ۲۰۰۰ میلادی فعالیت می‌کرد.
از فیلم‌هایی که وی در آن نقش داشته است، می‌توان به مظنونین همیشگی، فرنکن‌وینی، پیرانا، هملت، گرملین‌ها ۲، زنان آمازون در ماه، مبارزه در بورلی هیلز، گروه تعقیب و سلام مامان! اشاره کرد.